# Stede Broec
Stede Broec este o comună în provincia Olanda de Nord, Țările de Jos. 

## Localități componente
Bovenkarspel, Broekerhaven, Grootebroek, Horn, Lutjebroek.